# Белчер, Мэтью
Мэтью Белчер (англ. Mathew Belcher; род. 20 сентября 1982, Голд-Кост) — австралийский яхтсмен, выступающий в классе гоночных яхт 470, двукратный олимпийский чемпион (2012 и 2020), серебряный призёр Олимпийских игр 2016 года. Единственный спортсмен, выигравший Чемпионат мира в классе 470 5 раз подряд (2010—2014). Всего за карьеру 10 раз побеждал на чемпионатах мира. С 2013 года выступал в экипаже с Уиллом Райаном.

## Семейное положение
Женат на Фредерике Белчер. Есть ребёнок.
Жена Мэтью (в девичестве Фредерике Цигельмайер) приняла участие в Олимпийских играх 2012 года по парусному спорту. Фредерике происходит из спортивной семьи. Её дед, Рольф Теодор Хайнц Мулька, на Олимпийских играх 1960 года завоевал бронзовую медаль по парусному спорту.

## Спортивная карьера
Парусным спортом занялся в возрасте в 8 лет.
Впервые принял участие в соревнованиях в возрасте 10 лет.
По состоянию на 15 июня 2015 года Мэтью Белчер с количеством 984 балла занимает 1 позицию в рейтинге ISAF в классе гоночных яхт 470 среди мужчин. Самого высокого места в рейтинге (1 место) Белчер добивался в периоды:
1. 07.02.2007 — 02.05.2007,
2. 18.08.2010 — 15.08.2012,
3. 10.10.2012 — 28.04.2014,
4. 28.07.2014 — 02.02.2015,
5. 15.06.2015 — ???[3].

Объявил о завершении карьеры в 2022 году.

## Статистика

### 470
С 2010 по 2012 выступал с Пейдж, Малком.
С 2013 выступает с Райан, Уильям
| Соревнование/Год                   | 2010 | 2011 | 2012 | 2013 | 2014 |
| ---------------------------------- | ---- | ---- | ---- | ---- | ---- |
| Летние Олимпийские игры            | -    | -    | 1    | -    | -    |
| Чемпионат мира по парусному спорту | -    | 1    | -    | -    | 1    |
| Чемпионат мира в классе 470        | 1    | -    | 1    | 1    | -    |